# 大ブルガリア (中世)

大ブルガリア
Стара Велика България

中央の黄土色が大ブルガリア（650年頃）。
西の赤色がアヴァール可汗国、南の紫色は東ローマ帝国、東の濃い青はハザール汗国、その東の薄い青は西突厥。

大ブルガリア（だいブルガリア）、または古い大ブルガリア（ブルガリア語: Стара Велика България / Stára Velíka Bǎlgárija、ギリシア語: Παλαιά Μεγάλη Βουλγαρία / Palaiá Megáli Voulgaría）は、東ローマ帝国の歴史書に登場する用語で、7世紀のクブラト・ハン（Кубрат / Kubrat）による一代限りのヴォルガ川下流からドニエストル川までの範囲のカフカース山脈北部・ステップ地帯の支配を指し示す。オノグリア（Onoguria / Onoghuria）とも呼ばれる。

## クブラト
クブラト（クルト Kurt あるいはフヴラト Houvrat とも）は有力氏族であったドゥロ家（en）の出身で、ブルガール人の指導者としての正当な継承権をもっていた。クブラトのおじのオルガナ（Organa）がブルガール族の摂政を務めていた間、クブラトは東ローマ帝国で若い時代を過ごし、教育と洗礼を受けた。
628年ごろ、クブラトは故郷に戻り、おそらくアヴァール人のカガンの承認の元、ブルガール人の指導者となった。やがてクブラトはアヴァールによる支配からの脱却を図り、西突厥からも脱却した。

## 歴史

### ブルガール前史
大ブルガリア建国に至るまでのブルガール族はフン族のヨーロッパ侵攻にともなって史料に現われるが、残された断片的な文書史料からでは十分にその足跡を辿ることができない。信頼するに足るブルガール族に関する最初の報告は8世紀のランゴバルド族出身の修道僧で史家パウルス・ディアコヌス(Paulus Diaconus)の『ランゴバルド史』(Historia Langobardorum)に見られる。パウルス・ディアコヌスは5世紀の初めの事件として、
北東パンノニア地方でランゴバルド族とブルガール族によってなされた二回の戦闘を伝えている。この記録からブルガール族がフン族の部族同盟「フン帝国」を構成する一部族であり、パンノニア地方でランゴバルド族の隣にいたことは確かである。しかしパンノニア移住以前のブルガール族に関して史料は何も伝えていない。恐らくブルガール族もフン族を中核とする部族同盟を構成した多数のテュルク系諸部族と同様フン族に圧迫され、従属しながらフン族とともに北コーカサス、黒海北岸、パンノニアへと移動してきたものと思われる。しかしこのフン族の西進に伴う「民族大移動」の過程でブルガール族の全集団がパンノニアへ移動したのではなく、後世の史料から北コーカサス地方に留ったブルガール族（コーカサス・ブルガール）もいたと考えられる。年代学的に疑問視されている『354年の作者不詳のローマ年代記』と5－6世紀のアルメニア史家コレンのモーセス(Moses of Khoren，Moses Chorena'i，Мовсес хоренаци）の『アルメニア史』の中で記録されているブルガール族は6世紀中葉、シリアで編纂された『ザハリアス・レトルの教会史』(Kirchengeschichte des Zacharias Rhetor)の報告にあるコーカサス・ブルガールのことと思われる。4世紀後半、フン族とともに北コーカサス地方に現われたブルガール族は前述した如く、二つの集団に分かれ、各々異なる歴史を歩むことになる。
フン族とともにパンノニアへ移住したブルガール族（パンノニア・ブルガール）に関してはビザンツ、西欧の作家の報告も比較的豊富であるが、北コーカサス地方に留り「大ブルガリア」を建国したブルガール族に関しては6世紀の中葉に至るまで何の記録も残されていない。
タバリーの伝えるところでは、北コーカサスに残ったブルガール族はハザールらとともに突厥のシルジブー（ディザブロス、室点蜜）に服属していた。
シルジブー（室点蜜）によって576年以前に征服され、突厥の西方経営にあたっていたトゥルクサントス（咄陸設）に仕えるウティグール族のアナガイオスによって統治されていたと思われる。
北コーカサスのブルガールは突厥の東西分裂後も引き続き西突厥可汗国の支配を受けた。

### 成立

大ブルガリアの場所 7世紀

ブルガール族の西突厥可汗国からの独立を指揮し、「大ブルガリア」建国を担ったブルガール族の首長は『ブルガール・ハン名録』に拠れば、第3代ハンでエルミ氏族出身のゴストゥン（オルガナ）であるが、彼が「代理」とあるところから、実際はドゥロ氏族出身の第4代ハンのクルト（クブラト）であったと思われる。「大ブルガリア」建国時期であるが、
とあるように、クブラトを中心とするブルガール族は、宗主国である西突蕨可汗国が内憂外患に悩まされ、ビザンツ帝国がクリミア半島のボスポロスの主権を回復させた580年代後半から次第に台頭し、635年までにパンノニアへ行かず黒海北岸地方に留っていたアヴァール族の分派を討ってアゾフ海地方の覇権を獲得したと考えられる。
610年から635年までの間、クブラト・ハンは2つの主要なブルガール人の氏族であったクトリグル（Kutrigurs）とウティグル（Utigurs）の統一を図り、強大な連合国家を打ちたて、中世の著者たちから「大ブルガリア」、あるいは「オノグンドゥル・ブルガリア帝国」（Onogundur、あるいはオノグリア）
として記される。クブラトの影響下にあったアヴァール人もそれに含まれ、よってパンノニア平原まで広がっていたとする考え方もある。大ブルガリアの中心地はクラスノダール地方のタマン半島（en）にあるファナゴリア（Phanagoria）であった。クブラトの墓は1912年にウクライナのポルタヴァ近くのペレシチェリナ（en）で発見されている。

### 崩壊とその後
クブラトの死へとつながっていった出来事について、コンスタンディヌーポリ総主教のニキフォロス1世が記述している。記述によれば、東ローマ皇帝コンスタンティノス4世の時代に、クブラトは死に、その5人の息子のうち最年長であったバトバヤン（Batbayan）はそのまま国に留まった。ハザールによる強い圧力のため、クブラトの他の息子たちは「敵に立ち向かうために結束するように」という父の教えに反し、それぞれ離反し自身の氏族を率いるようになった。

## 大ブルガリアの後継国家

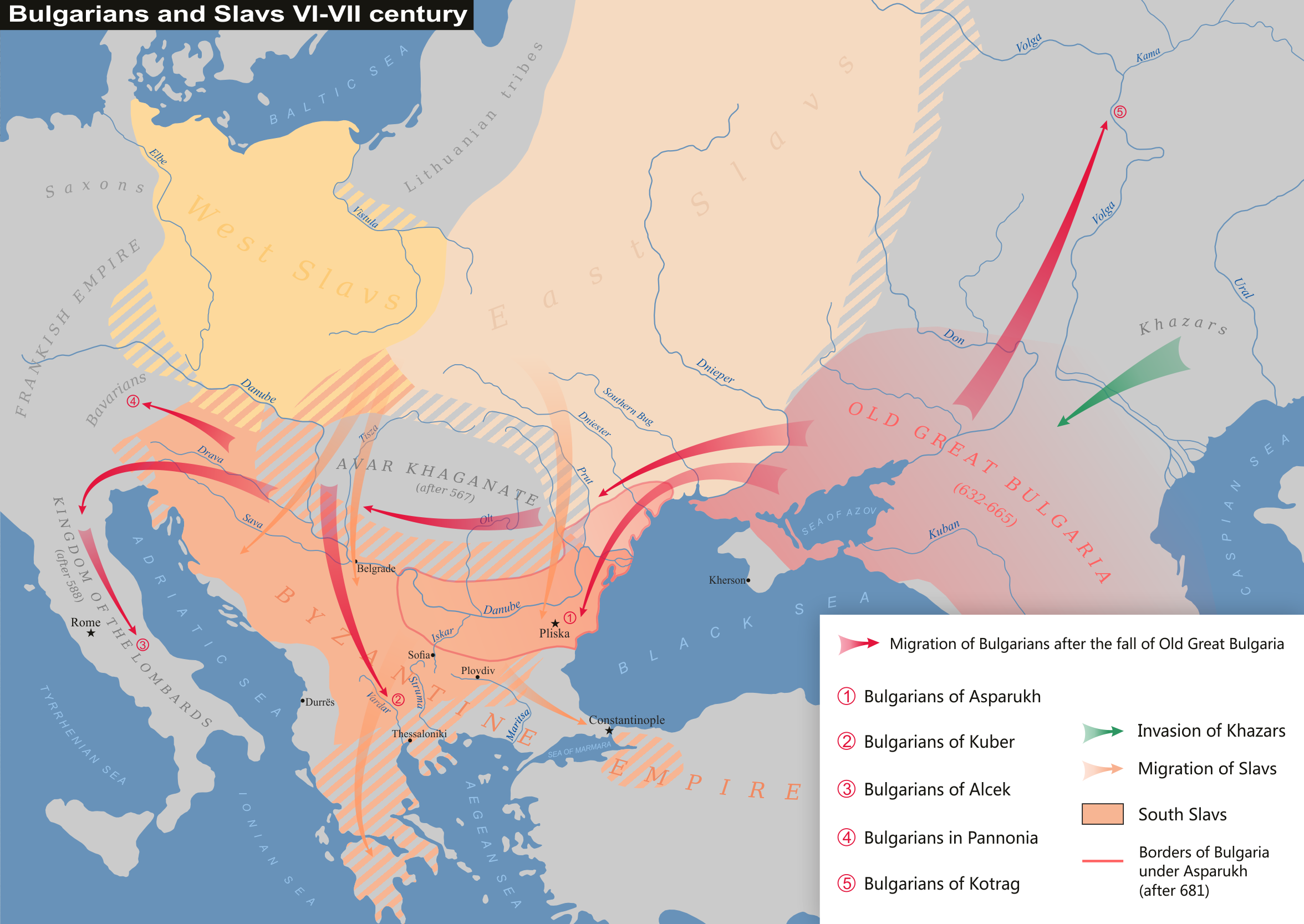
6-7世紀のブルガール人の移動

### ヴォルガ・ブルガール
コトレグ（Kotrag）はクトリグル（Kutrigurs あるいはコトラグ Kotrags）の指導者であり、ヴォルガ川中流へと去り、後にヴォルガ川とカマ川の合流地点にヴォルガ・ブルガールを打ち立てた。ヴォルガ・ブルガールはやがて強大な国となっていった。ヴォルガ・ブルガール（あるいは銀ブルガールとも呼ばれた）は9世紀には自発的にイスラム教へと改宗し、13世紀ごろまで自身の民族意識を保持し、1223年にはチンギス・カンのモンゴルの襲来を押し返した。しかしながら、彼らは1236年にはモンゴル軍に制圧され、中心都市であったボルガール（Bolghar、現在のボルガル近郊）はジョチ・ウルス汗国の支配下となった。その後ブルガール人はタタール人と混血が進んだ。ロシア連邦のタタールスタン共和国の市民はこれらのブルガール人の子孫と見られている。

### マケドニアのブルガール
クベール（Kuber）はシルミウムを支配した。同地にはブルガール人、ローマ人、ギリシャ人、スラヴ人、ゲルマン人などが混在しており、アヴァール可汗国の属領であった。反乱があった後、クベールは人々をマケドニアへと移した。そこでクベールに率いられた人々はケレミシア（Keremisia）に住み、テッサロニキ征服を試みたが失敗に終わっている。その後、クベールは歴史上から姿を消し、彼に率いられた人々はマケドニア地方のスラヴ人へと同化していった。

### 南イタリアのブルガール
このほかのブルガールの氏族に、662年ごろにアルツェク公（Alcek）に率いられた一派は、おそらくランゴバルド人とともにアヴァールから逃れ、ランゴバルドの王グリモアルド1世（Grimoald I）に対し、軍務の引き換えにと領土を要求した。はじめ一派はラヴェンナに定住したが、後には更に南へと移っていった。グリモアルドは、ベネヴェントにいたアルツェクの一派に対して、自身の息子であるロムアルド1世（Romuald I）を送った。ロムアルドによって、アルツェクの一派は、広大ながらも当時は不毛の地であったナポリの北東の領地セピーノ、ボヤーノ、イゼルニア（アペニン山脈中、いずれも現在はモリーゼ州に属する）を与えられた。それまで「公」の称号であったアルツェクは、それに代えてランゴバルドの称号ガスタルド（Gastald）を与えられた。パウルス・ディアコヌスは787年の著書「Historia gentis Langobardorum」において、ブルガール人が当時も同じ領地に住んでおり、ラテン語を話してはいるものの、「自身の独自の言語をまだ放棄していない」と記した。
ボヤーノ近郊のカンポキアーロにある7世紀のヴィチェンネ（Vicenne）のネクロポリスで行われた発掘調査では、およそ130の遺体が発見され、うち13は人間の遺体であり、ウマの遺体やゲルマン、アヴァールに起源を有する器物と共に見つかった。ウマの遺体は中央アジアの野生の馬の特徴を持ち、この地方にブルガール人が居住していたことをはっきりと物語っている。

### コーカサスのブルガール - バルカル
クブラトの長男バトバヤンに率いられた一派は黒ブルガールと呼ばれ、その後も故郷に留まり続け、まもなくハザールの支配下に入った。現在のバルカル人（Balkars）
がこの黒ブルガールの子孫ではないかとする見方もある。バルカル人は、自身をマルカ川の名前からマルカル（Malkars）と称し、キプチャク系のテュルク語を話す。テュルク語において、「b」が「m」に変化することはよくあることである。

### 第一次ブルガリア帝国
クブラトの三男アスパルフは後に東ローマ帝国が支配していたモエシアとドブロジャを征服し、680年に第一次ブルガリア帝国を建国した。

## オノグリアの語源
オノグリアには次のような異名がある:
Onoghuria, Onoguri, Onoghuri, Onghur, Ongur, Onghuri, Onguri, Onghuria, Onguria, Onogundur, Unogundur, Unokundur, 他
その語源には次のような説がある。
- コーカサス・アヴァールの言語で、オノグリアは「永遠不滅」を意味していると見られ、「uno」は「永遠」、「guro」は「不滅」を意味している。
- このほかの説では、テュルク語において「z」の音は西へ行くと「r」に置き換わるため、オグズ（Oguz / Oghuz）は、西ではオグル（Ogur/Oghur）と置き換わる。そのため、オノグルとは「10のオグズの氏族」を意味していると見られる。この視点を擁護する見方として、神話上のテュルク人の起源であるトガルマフ（Togarmah）の10人の息子のなかにブルガールが挙げられている。
- このほか、オノグルを、アルメニアの文献に登場するブルガールの一派「Unok-vndur」と結びつける考え方もある。

### このほかの用法
マジャール人を含む7つのフィン・ウゴル系の氏族と、3つのハザール系の氏族が合流し、「10本の矢」あるいは「オノグル」として知られている。「ハンガリー」の名称は、このオノグルに由来すると考えられている。ルーマニア語における「ハンガリー」の呼称「ウングール」（Ungur）、ブルガリア語における呼称「ウンガル」（Унгар / Ungar）は「オノグル」とよく類似している。